# Tuffi ai campionati mondiali di nuoto 2023 - Piattaforma 10 metri sincro misti
La gara dei tuffi dalla piattaforma 10 metri sincro misti dei campionati mondiali di nuoto 2023 è stata disputata il 15 luglio 2023 presso la Piscina della Prefettura di Fukuoka di Fukuoka . La gara si è svolta a partire dalle ore 12:30 e vi hanno preso parte 14 coppie di atleti provenienti da altrettante nazioni, ognuna delle quali ha eseguito una serie di cinque tuffi.
La competizione è stata vinta dalla coppia cinese Wang Feilong e Zhang Jiaqi, mentre l'argento e il bronzo sono andati rispettivamente ai messicani José Balleza Isaias e Viviana Del Angel e ai giapponesi Hiroki Itō e Minami Itahashi.

## Risultati
| Pos.    | Nazione       | Atleti                                              | Punti  |
| ------- | ------------- | --------------------------------------------------- | ------ |
| Oro     | Cina          | Wang Feilong Zhang Jiaqi                            | 339,54 |
| Argento | Messico       | José Balleza Isaias Viviana Del Angel               | 313,44 |
| Bronzo  | Giappone      | Hiroki Itō Minami Itahashi                          | 305,34 |
| 4       | Ucraina       | Kirill Boliukh Ksenija Bajlo                        | 295,44 |
| 5       | Canada        | Nathan Zsombor-Murray Kate Miller                   | 290,43 |
| 6       | Italia        | Eduard Timbretti Gugiu Sarah Jodoin Di Maria        | 278,58 |
| 7       | Porto Rico    | Emanuel Vázquez Maycey Vieta                        | 276,84 |
| 8       | Cuba          | Carlos Ramos Anisley García                         | 262,05 |
| 9       | Corea del Sud | Kim Yeong-taek Moon Na-yun                          | 256,50 |
| 10      | Germania      | Alexander Lube Pauline Pfeif                        | 256,38 |
| 11      | Stati Uniti   | Max Weinrich Kayley Bishop                          | 256,02 |
| 12      | Malaysia      | Jellson Jabillin Nur Eilis Binti Muhammad Abrar Raj | 251,64 |
| 13      | Spagna        | Carlos Camacho del Hoyo Valeria Antolino            | 249,72 |
| 14      | Macao         | Zhang Hoi Lo Ka Wai                                 | 186,15 |